# Туризам на Кипру
Туризам на Кипру заузима доминантан положај у економији земље и током година је значајно утицао на његову културу и мултикултурни развој. Године 2006. туристичка индустрија чинила је 10,7% БДП-а земље, а укупна запосленост у туристичкој индустрији процењена је на 113.000 радних места. Са уобичајеним минимумом од око четири милиона туристичких долазака годишње то је 40. најпопуларнија дестинација на свету и шеста најпопуларнија дестинација по становнику локалног становништва. Кипар је пуноправни члан Светске туристичке организације од 1975.

## Историја
Вароша је некада била једна од најпопуларнијих дестинација на свету, коју су посећивале холивудске звезде попут Мерилин Монро, све до турске инвазије Кипра 1974. Сада је напуштен и већину чувају наоружане трупе.

## Доласци по земљама
Већина туриста долази из других делова Европе. Преко 80% посетилаца долази из северне, западне и источне Европе, а британски туристи су и даље најбројнији. Томе доприноси неколико фактора, укључујући широко говорени енглески језик, као и историја Британског Кипра и присуство британских војних база у Акротирију и Декелију. Смањење Светске економске кризе се одражавала падом туриста, истичући прекомерно ослањање кипарске туристичке индустрије на једно тржиште. У току су напори да се повећају доласци из других земаља. У складу са савременим геополитичким кретањима, руски туристи постали су друга највећа група крајем 2000-их и од тада се нагло повећава.
Укупан број туриста за сезону 2018. износио је 3,93 милиона. Већина посетилаца који су краткорочно долазили били су из следећих земаља:
| Ранк | Држава                              | 2016      | 2017      | 2018      |
| ---- | ----------------------------------- | --------- | --------- | --------- |
| 1    | Уједињено Краљевство                | 1.157.978 | 1.253.839 | 1.327.805 |
| 2    | Русија                              | 781.634   | 824494    | 783.631   |
| 3    | Израел                              | 148.739   | 261.966   | 232.561   |
| 4    | Њемачка                             | 124.030   | 188.826   | 189.200   |
| 5    | Грчка                               | 160.254   | 169.712   | 186.370   |
| 6    | Шведска                             | 115.019   | 136.725   | 153.769   |
| 7    | Пољска                              | 42.683    | 56.665    | 89.508    |
| 8    | Швајцарска (укључујући Лихтенштајн) | 46.602    | 57.540    | 74.216    |
| 9    | Украјина                            | 62.292    | 48.190    | 69.619    |
| 10   | Румунија                            | 28.741    | 49.304    | 66.969    |

## Конкурентност
Према извештају Светског економског форума 2013. кипарска туристичка индустрија заузима 29. место у свету. У погледу туристичке инфраструктуре, Кипар је у односу на туристичку индустрију на првом месту у свету уз неке од најпопуларнијих и најчистијих плажа у Европи. То се одражава на сезонску расподелу долазака туриста са несразмерним бројем током летњих месеци. Док већина источних одмаралишта попут Протараса и Аја Напе привлачи већину острвских туриста током марта до новембра, запад острва остаје отворен за туризам промоцијом кипарске историјске културе и специјализованих спортова попут голфа и пењања.

### Инвестиције
Извештај Светског савета за путовања и туризам 2016. описује да је укупно улагање у индустрију 2015. износио 273,7 милиона евра, или 14,0% од укупних инвестиција. Предвиђао се раст од 5,3% 2016. и 2,9% годишње током наредних десет година на 384,6 милиона евра 2026.

### Плаве заставе
Према најновијем извештају KPMG, Кипар има најгушћу концентрацију плажа са плавом заставом, од којих су највише на источном делу и највише плавих застава по глави становника на свету.

### Језик и услуга
Енглески језик је универзални, јер острво има међународну перспективу. Руски језик се такође говори у туристичкој индустрији. Грчки и турски језик су и даље главни језици којима говоре грчко-кипарска и турско-кипарска заједница.

### Особље и образовање
Еуростат је 2012. известио да је Кипар најобразованија земља у Европи после Ирске, пошто 49,9% становника Кипра има дипломе. Године 2013. само су три државе чланице Европске уније уложиле више јавних средстава у образовање од Кипра, мерено уделом у БДП-у (6,5% у поређењу са 5,0% просека Европске уније).

## Кипарска туристичка организација
Кипарска туристичка организација била је полу владина организација задужена за надзор индустријске праксе и промоцију острва као туристичке дестинације у иностранству. Године 2007. туристичка организација је потрошила пријављених двадесет милиона евра на промоцију. Године 2019. туристичка организација је замењена владиним министарством, замеником министарства туризма, које је преузело имовину и одговорности туристичке организације.